# Conselleria de Sanitat de la Xunta de Galícia
La Conselleria de Sanitat de la Xunta de Galícia (en gallec Consellería de Sanidade) és una conselleria de la Xunta de Galícia. D'ella depèn el Servei Gallec de Salut (SERGAS), entitat que administra la xarxa de centres públics sanitaris de Galícia.

## Història
La conselleria de Sanitat és de les més estables de tota la història de l'administració autonòmica. Endemés de les seves competències bàsiques sobre l'atenció sanitària, al llarg de la història incorporà també temporalment competències sobre defensa del consumidor i els serveis socials, que posteriorment arribaren a tenir una conselleria pròpia. Des de 2005 es limita únicament a les competències en matèria d'assistència sanitària.

## Estructura interna
La Conselleríia de Sanitat s'estructura:
- Secretaria General: Antonio Fernández-Campa
- Direcció General d'Innovació i Gestió de la Salut Pública: Sonia Martínez Arca
  - Subdirecció General de Planificació Sanitària i Assegurança
  - Subdirecció General de Informació sobre salut i Epidemiologia
  - Subdirecció General de Gestió
  - Subdirecció General de Programes de Control de Riscos Ambientals per a la Salut
  - Subdirecció General de Programes de Foment d'Estils de Vida Saludables

D'altra banda el Servei Gallec de Salut és un organisme autònom adscrit a la Conselleria de Sanitat. La seva gerent és Nieves Domínguez González.

### Ens adscrits a la conselleria
- Instituto Galego de Medicina Técnica
- Instituto Galego de Oftalmoloxía
- Centro de Transfusión de Galicia
- Urxencias Sanitarias de Galicia
- Escola Galega de Administración Sanitaria

## Consellers
1. Xosé María Hernández Cochón (1982-1983)
2. Xavier Suárez-Vence (1983-1986). A partir de 1984 com a conseller de Sanitat i Consum.
3. Xosé María Hernández Cochón (1986-1987). Conseller de Sanitat i Seguretat Social.
4. Pablo Padín (1987-1990). Conseller de Sanitat.
5. Manuel Montero Gómez (1990-1991).
6. José Manuel Romay Beccaría (1991-1996). A partir de 1993 com a Conseller de Sanitat i Serveis Socials.
7. Xosé María Hernández Cochón (1996-2004). A partir de 2001, altre cop únicament com a conseller de Sanitat.
8. José Manuel González Álvarez (2004-2005).
9. María Xosé Rubio (2005-2009).
10. Pilar Farjas (2009-2011).
11. Rocío Mosquera (2012-).